# Micropotamogale lamottei
Micropotamogale lamottei је сисар из реда Afrosoricida и фамилије Tenrecidae. 

## Угроженост
Ова врста се сматра угроженом.

## Распрострањење
Врста је присутна у Либерији и Обали Слоноваче.

## Популациони тренд
Популација ове врсте се смањује, судећи по расположивим подацима.

## Станиште
Станишта врсте су шуме, планине, поља риже, мочварна подручја, брдовити предели, речни екосистеми и слатководна подручја.